# Klet Korewo
Klet Korewo (rozstrzelany w Kownie 24 marca 1863 roku) – naczelnik wojenny powiatu trockiego, dowódca oddziałów powstania styczniowego w powiecie trockim.
3 marca 1863 roku dowodził jednym z oddziałów powstańczych w czasie bitwy pod Budami.